# Galle (Marskrater)

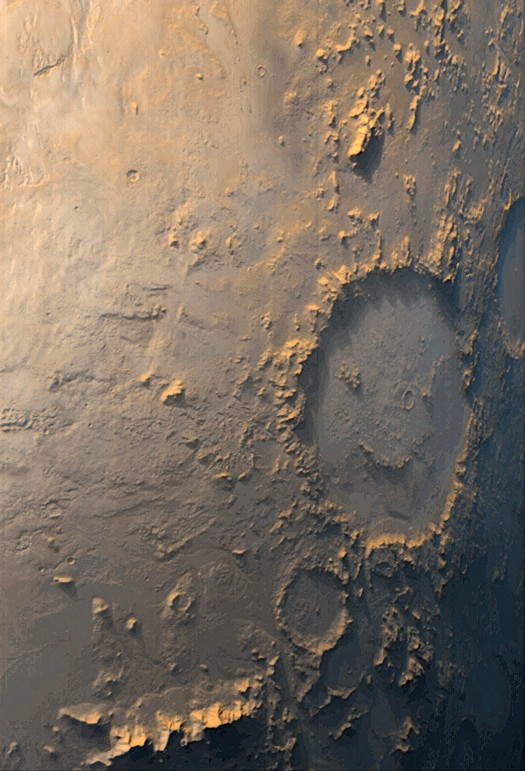
Galle, de smile-krater

Galle is een inslagkrater op de planeet Mars, gelokaliseerd aan de oostzijde van het inslagbasin Argyre Planitia. De krater is vernoemd naar astronoom Johann Gottfried Galle.
Galle staat ook bekend als de happy face crater omdat de rotsformatie in de krater doet denken aan een smiley. De formatie werd voor het eerst gefotografeerd door de Viking Orbiter 1.
De krater speelt een rol in de stripserie Watchmen en de hierop gebaseerde film.